# ماروماو
ماروماو (به لاتین: Maromavo) یک منطقهٔ مسکونی در ماداگاسکار است که در ماینتریناوو (بخش) واقع شده‌است.
 ماروماو  ۳٬۰۰۰ نفر جمعیت دارد و ۵۵ متر بالاتر از سطح دریا واقع شده‌است.